# Jutro u borovoj šumi
Jutro u borovoj šumi (rus. Utro v sosnovom lesu) slika je ruskih slikara Ivana Šiškina i Konstantina Savickog. 
Savicki je naslikao medvjede, ali je kolekcionar Pavel Tretjakov obrisao njegov potpis, navodeći da, „od ideje do realizacije, sve pokazuje da je način slikanja i kreativnosti svojstven samo za Šiškina“, tako da se slika sada priznaje samo Šiškinu.
Jutro u borovoj šumi postala je vrlo popularna slika i bila je reproducirana na raznim predmetima, uključujući i čokoladice “Krivonogi medo” tvrtke „Crveni oktobar” (rus. Krasnый Oktяbrь). Prema jednom istraživanju, slika je na drugom mjestu u Rusiji po popularnosti, odmah iza „Bogatira“ Viktora Vasnjecova. Šiškinove slične slike su „Šuma u proljeće“ (1884.) i „Sestrorecka šuma“ (1896).
Vjeruje se da je Šiškin naslikao borove u blizini mjesta Narva-Jõesuu u Estoniji, gdje je često volio boraviti ljeti.